# Yasushi Yoshida
Yasushi Yoshida (吉田 靖, Yoshida Yasushi) est un footballeur japonais né le 9 août 1960.